# Política de atender o Leste (Índia)

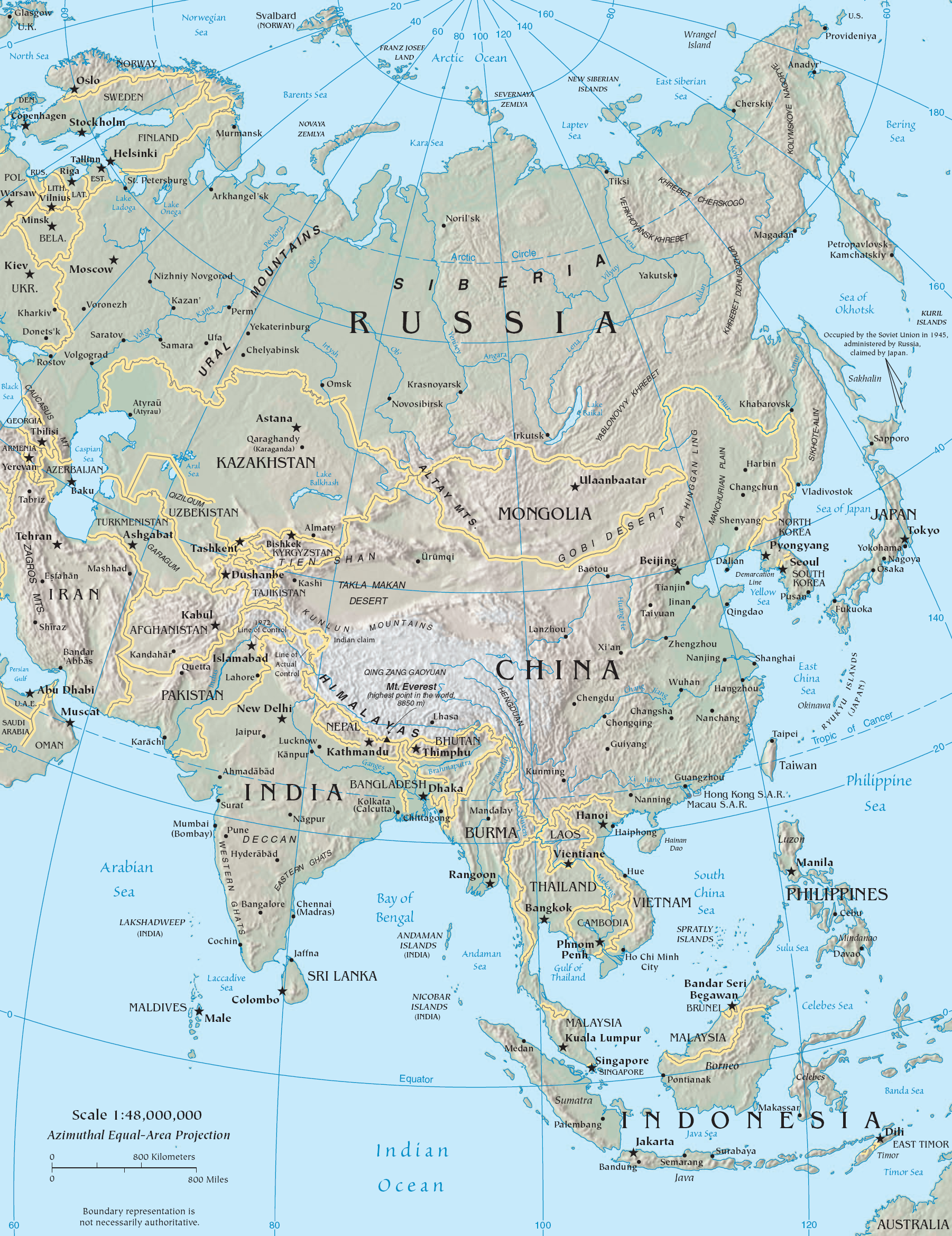
Mapa político que mostra a Índia, a China e os países do Sudeste Asiático.

Política de atender o Leste representa os esforços por parte da Índia em cultivar extensas relações econômicas e estratégicas com as nações do Sudeste Asiático, a fim de reforçar a sua posição como uma potência regional e um contrapeso à influência estratégica da República Popular da China. Iniciada em 1991, marcou uma mudança estratégica na perspectiva do mundo da Índia. Foi desenvolvida e promulgada durante o governo do primeiro-ministro P. V. Narasimha Rao e rigorosamente perseguido pelas administrações sucessivas de Atal Bihari Vajpayee e Manmohan Singh.

## História
Desde a guerra sino-indiana de 1962, China e Índia têm sido concorrentes estratégicas no Sul e Leste da Ásia. A China tem cultivado relações comerciais e militares estreitas com o vizinho da Índia e seu rival, Paquistão, e compete ativamente por influência no Nepal e Bangladesh. Depois de Deng Xiaoping ascender ao poder na China em 1979, a China começou a reduzir as ameaças de expansionismo e, por sua vez, cultivou extensas relações comerciais e económicas com os países asiáticos. China tornou-se o parceiro mais próximo e apoiante da junta militar da Birmânia, que tinha sido condenada ao ostracismo pela comunidade internacional na sequência da violenta repressão de atividades pró-democracia em 1988. Em contraste, durante a Guerra Fria Índia teve um relação relativamente hesitante com muitos estados no sudeste da Ásia e as relações diplomáticas com o Sudeste Asiático receberam uma prioridade relativamente baixa.
A "Política de atender o Leste" da Índia foi desenvolvida e promulgada durante os governos dos primeiros-ministros P.V Narasimha Rao (1991-1996) e Atal Bihari Vajpayee (1998-2004). Juntamente com a liberalização econômica e afastando-se das políticas e atividades da Guerra Fria, a estratégia da Índia tem-se centrado no desenvolvimento das relações econômicas e comerciais estreitas, aumentando a cooperação estratégica e de segurança e a ênfase dos laços culturais e ideológicas históricos. A Índia procurou criar e expandir mercados regionais para o comércio, os investimentos e industrial desenvolvimento. Ela também começou a cooperação estratégica e militar com os países abrangidos pela expansão da influência econômica e estratégica da China.